# クローバー (坂本真綾の曲)
「クローバー」は、日本の女性声優・歌手、坂本真綾の楽曲。2020年4月3日に坂本の4作目の配信限定シングルとして各種音楽配信サービスにて配信が開始された。

## 概要
前作「宇宙の記憶」より8か月ぶりのシングルで、配信限定シングルとしては「これから」以来、約5年ぶりとなる。
本曲は、TOKYO MXほかで2020年4月4日より放送が開始されたテレビアニメ『アルテ』のオープニングテーマに使われている。
楽曲は前向きで疾走感溢れるナンバーで、坂本はそのことについて「向上心と好奇心を持ち、人と違っても臆せず、うまくいかなくても腐らない。そんなアルテの姿勢に私自身も励まされました。ときどき悔し涙を流す日もあるけど、一晩眠ればまた新しい朝の中に目覚める。転んでも立ち上がり、扉を開けて外へ向かっていくエネルギーを、この主題歌でも感じていただければ嬉しいです」と語っている。
本曲のプロモーションビデオはシャツの製造メーカー・山喜株式会社監修のもと制作された。物作りの工程を追うことで、小さく思える一つ一つの積み重ねが、大きな実を結ぶ事を表現しており、タイアップアニメの成長物語とも一致している。

## シングル収録内容
| #         | タイトル       | 作詞      | 作曲      | 編曲      | 時間 |
| --------- | -------------- | --------- | --------- | --------- | ---- |
| 1.        | 「クローバー」 | 坂本真綾  | 水口浩次  | 河野伸    | 4:29 |
| 合計時間: | 合計時間:      | 合計時間: | 合計時間: | 合計時間: | 4:29 |